# 滑雪大冒险
滑雪大冒险是由Yodo1, LTD开发，于2012年12月17日推出的一款跑酷游戏。游戏操作简单，只需触摸屏幕即可操控角色。玩家可以执行各种高难度的滑雪动作，与各种动物合作逃生。

## 游戏背景
意外而突如其来的雪崩扰乱了Sven宁静的梦境。他迅速踩上滑雪板，勇闯夺命竞速的战斗。在逃命的路上，他必须努力加速，避开各种障碍物。同时，他要学会与其他慌张逃生的动物们合作，包括企鹅、雪怪和老鹰等。企鹅能够帮助他进一步滑行，雪怪更为强壮，可以抵挡许多冲击，而鹰则可以将游戏角色带到更高的地方。这个冒险故事由此拉开了序幕。

## 争议事件
在2022年7月，国家计算机病毒应急处理中心通过互联网监测发现，游戏《滑雪大冒险》（版本2.3.8.14，豌豆荚发布）未在用户使用过程中明确告知申请的全部隐私权限，可能存在隐私不合规的问题。此外，该游戏向其他个人信息处理者提供用户个人信息时，未告知接收方的名称或者姓名、联系方式、处理目的、处理方式以及个人信息的种类，这也涉及到隐私不合规问题。另外，游戏未提供有效的个人信息更正、删除以及用户账号注销功能，或者存在不合理的账号注销条件，也涉及到隐私合规方面的问题。